# Черница (Ровненская область)
Черница (укр. Черниця) — село в Корецкой городской общине Ровненского района Ровненской области Украины.
До 2020 года входило в Корецкий район.
Население по переписи 2001 года составляло 650 человек. Почтовый индекс — 34743. Телефонный код — 3651.